# Reprezentacja Szwecji w baseballu mężczyzn
Reprezentacja Szwecji w baseballu mężczyzn należy do Europejskiej Konfederacji Baseballu. W rankingu IBAF zajmuje 32. miejsce.
Po raz pierwszy na arenie międzynarodowej reprezentacja Szwecji wystąpiła na igrzyskach w Sztokholmie, gdzie uległa reprezentacji Stanów Zjednoczonych 3–13. 
W 1962 została członkiem Europejskiej Konfederacji Baseballu i w tym samym roku po raz pierwszy wystąpiła na mistrzostwach Europy, które odbyły się w Amsterdamie. W 1981 i 1993 reprezentacja Szwecji zajęła 3. miejsce na tym turnieju. Na mistrzostwach świata Szwecja wystąpiła trzy razy w 1994, 2005 oraz 2009 roku. 

## Sukcesy
- Mistrzostwa Europy w baseballu
  - 3. miejsce (2): 1981, 1993